# Waniewo (powiat hajnowski)
Waniewo – wieś w Polsce położona w województwie podlaskim, w powiecie hajnowskim, w gminie Narew.
Wieś królewska w starostwie narewskim w ziemi bielskiej województwa podlaskiego w 1795 roku.

## Części wsi
| SIMC    | Nazwa           | Rodzaj     |
| ------- | --------------- | ---------- |
| 0036699 | Paszkowszczyzna | przysiółek |

## Położenie geograficzne i turystyka
Przez wieś przebiega Szlak Świątyń Prawosławnych. Skomunikowana jest ona z gminna miejscowością Narew, dzięki linii nr 253 PKS Siemiatycze.
W latach 1975–1998 miejscowość należała administracyjnie do województwa białostockiego.

## Historia
Wieś powstała prawdopodobnie około 1560 roku.
Etymologia nazwy wsi wywodzi się prawdopodobnie od zdrobnienia imienia Iwan – Wania.

## Religia
W strukturze cerkwi prawosławnej miejscowość podlega parafii Podwyższenia Krzyża Pańskiego w Narwi, natomiast w Kościele katolickim parafii Wniebowzięcia Najświętszej Maryi Panny i św. Stanisława Biskupa i Męczennika w Narwi.

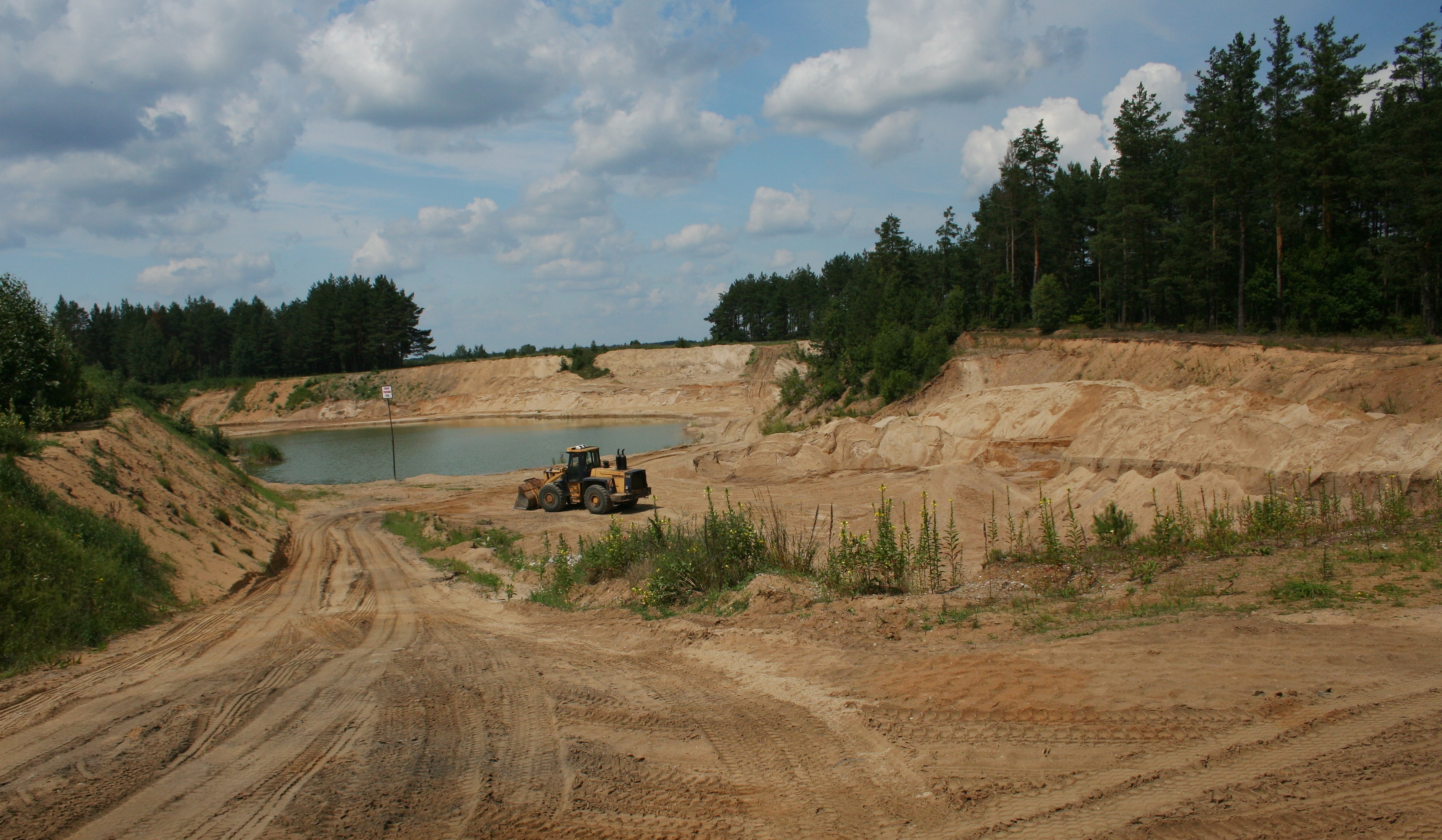
Żwirownia w Waniewie

W miejscowości działa żwirownia.